# Thomas Stevens
Thomas Stevens (29 juli 1938 - 14 juli 2018) was een Amerikaanse trompettist, componist en schrijver.

## Biografie
Thomas Stevens was de voornaamste trompettist van het Los Angeles Philharmonic Orchestra van 1972 tot 1999. Stevens werd internationaal bekend voor zijn aandeel aan de ontwikkeling van geavanceerde 20e-eeuwse (klassieke) solotrompetmuziek en eigentijdse koperinstrumenten-opvoeringen, gebruikt als resultaat van zijn vele solo- en kamermuziek-optredens, opnamen, gepubliceerde artikelen, educatieve muziekpublicaties en lesactiviteiten.

## Onderscheidingen
In 1996 ontving Stevens de Alumnus of the Year-award van de University of Southern California (Thornton) School of Music, waar hij zijn studies had gevolgd en in 2007 ontving hij een Certificate of Special Recognition van het United States Congress als erkenning voor de uitzonderlijke en onschatbare diensten voor de gemeenschap.

## Discografie

### Wereldpremiere concerten
- 1974: Henri Lazarof, Spectrum (w/Utah Symphony Orchestra, Salt Lake City)
- 1984: Luciano Berio, Sequenza X (w/Los Angeles Philharmonic New Music Group)

### Wereldpremiere opnamen
- 1971: Frank Campo Times
- 1971: Iain Hamilton Five Scenes
- 1971: Robert Henderson Variation Movements
- 1971: William Kraft Encounters III
- 1973: Aurelio De La Vega Para-Tangents
- 1974: Henri Lazarof Spectrum
- 1975: Chou Wen-Chung Soliloquy of a Bhiksuni
- 1978: Verne Reynolds Signals
- 1981: Hans Werner Henze Sonatina

### Compilaties
- Thomas Stevens Trumpet Crystal Records CD 665
- Thomas Stevens Trumpet Crystal Records CD 667
- Thomas Stevens Trumpet Crystal Records CD 761
- Philharmonic Standard Time Crystal Records CD 960
- French Chamber Music (St. Saens Septet w/André Previn) RCA Red Seal 09026-68181-2
- Classic American Songbook (w/André Previn) DRG CD 5222 (1992) reissued mp3 Gossamer Wings Music (2008)

### Solo's opgenomen met orkest
- Concertos in Contrast (Haydn Trumpet Concerto) Decca Eloquence 466 683 2
- Henri Lazarof Spectrum for Trumpet and Tape (w/Utah Symphony Orchestra) CRI CD 588
- Masters of the Trumpet  (Bach Brandenburg #2) Deutsche Grammophon B0005042-02
- Music of Alan Hovhaness (Prayer of St, Gregory) Crystal Records 801
- Alan Hovhaness (Avak the Healer) Crystal Records 806
- Shostakovich Piano Concerto #1 (w/Bronfman/Salonen/LAP) Sony Classical SK60677

### Uitgebrachte composities
- 1979: The Moudon Fanfares Wimbledon Music (Century City, California)
- 1983: Variations on Clifford Intervals (Editions BIM)
- 1985: A New Carnival of Venice Alphons Leduc, Paris, copyright reassigned Editions BIM, Switzerland (2008)
- 1989: Variations in Olden Style (Editions BIM)
- 1992: Triangles I (Editions BIM)
- 1988: Triangles II "Segnali" (Editions BIM herzien/uitgebracht 2010)
- 1992: Triangles III "Encore Doc" (Editions BIM)
- 1994: Triangles IV (Editions BIM)
- 2001: Igor's Dance (Editions BIM)
- 1999: Eight Studies for Eight Trumpets (Editions BIM)
- 2005: Four Little Pieces (Editions BIM)
- 2006: Aria con Variazoni (Editions BIM)

### Opgenomen composities en arrangementen
- The Moudon Fanfares: Dallas Trumpets (Crystal Records CD 230)
- A New Carnival of Venice: Thomas Stevens with Los Angeles Philharmonic Trumpet Section (Crystal Records CD 665)
- Triangles I: Thomas Stevens (Crystal Records CD 665)
- Variations in Olden Style (w/keyboard accompaniment): Roger Bobo Tuba Libera (Crystal Records CD690)
- Variations in Olden Style (w/orchestra accompaniment): Oystein Baadsvik (Bis Records 2003)
- Variations in Olden Style (w/keyboard accompaniment): Stepane Labeyrie (Octavia Records 2007)
- My Funny Valentine: Håkan Hardenberger with The Academy of St. Martin in the Fields Chamber Orchestra (Bis SACD 1814)

### Educationele publicaties
Originele materialen:
- 1975: Contemporary Trumpet Studies (Billaudot, Parijs)
- 1980: Changing Meter Studies (Editions BIM)
- 1981: Contemporary Interval Studies (Editions BIM)

Als editor/compiler:
- 1997: 48 Lyrical Studies (Editions BIM)
- 2005: James Stamp Warm Ups and Studies (Editions BIM 4th Edition)
- 2008: James Stamp Supplemental Studies (Editions BIM)
- 2011: After Schlossberg (Editions BIM)

- Bibliothèque nationale de France: cb14230021n (data)
- Gemeinsame Normdatei: 135153875
- International Standard Name Identifier: 0000 0001 1950 8718
- Library of Congress Control Number: n81042548
- MusicBrainz: 32bf4b29-dc8a-45d4-b104-c2fd49d735ca
- Nationale Bibliotheek van Israël: 987007446210605171
- Nederlandse Thesaurus van Auteursnamen: 093538545
- SNAC: w68m74wg
- Système universitaire de documentation: 164165665
- Virtual International Authority File: 69141957
- WorldCat: E39PBJh4tX79mxmfTTgcybK68C